# Chat với Mozart
Chat với Mozart là album phòng thu của ca sĩ Mỹ Linh được phát hành vào ngày 10 tháng 9 năm 2005. Tính đến năm 2019, album đã bán được hơn 120.000 bản và là album cổ điển giao thoa bán chạy nhất lịch sử nhạc Việt. Đây là sản phẩm từ một dự án táo bạo mà Mỹ Linh đã hát nhạc cổ điển theo phong cách R&B với phần lời được viết bởi nhạc sĩ Dương Thụ. Đây là lần đầu tiên album của Mỹ Linh được thu âm tại Anh Em Studio và sản xuất bởi công ty Diệu Thanh.
Anh Quân, Huy Tuấn và ban nhạc Anh Em tiếp tục là ê-kíp phụ trách chuyên môn cho album của Mỹ Linh. Ảnh bìa được nhiếp ảnh gia Dương Minh Long chụp tại Nhà hát Lớn Hà Nội trong một serie các bức ảnh chụp Mỹ Linh mà sau đó đều được đưa vào trong album.
Chat với Mozart là album thành công về mặt thương mại cũng như chuyên môn của Mỹ Linh. Dù vướng phải vụ kiện về quyền tác giả với luật sư Cù Huy Hà Vũ, album vẫn có được những đánh giá rất tích cực từ công chúng và các nhà phê bình. Tại Giải thưởng Âm nhạc Cống hiến lần thứ nhất năm 2005, Chat với Mozart được vinh dự trao tặng giải "Album của năm".

## Hoàn cảnh ra đời

### Thu âm và sản xuất
~ Mỹ Linh
Sau thành công của Made in Vietnam (2003), Mỹ Linh và ê-kíp của ban nhạc Anh Em bắt đầu một dự án mới táo bạo hơn. Vẫn theo đuổi phong cách R&B, song họ đã nghĩ tới một chủ đề mới, đòi hỏi nhiều tính chuyên môn hơn, đó chính là mang âm nhạc giao hưởng thính phòng vào nhạc nhẹ với mong muốn giúp khán giả trẻ làm quen với thể loại nhạc cổ điển, vốn bị định kiến là một thể loại nhạc dài dòng, không hay và khó hiểu.
Nhạc sĩ Dương Thụ nhớ lại: "Ý tưởng thực hiện Chat với Mozart đến trong một lần tôi trò chuyện cùng nhạc sĩ Huy Tuấn. Chúng tôi muốn chia sẻ kinh nghiệm của mình – những người đang hoạt động nhạc nhẹ nhưng trọng nhạc cổ điển – với các bạn trẻ, những người cho rằng nhạc cổ điển là già cỗi, khó nghe nên không chủ động tiếp cận."
Phần lời được viết hoàn toàn bởi nhạc sĩ Dương Thụ. Ông nói: "Với mục đích "phục vụ" thính giả Việt Nam, tôi cố gắng chuyển những tác phẩm cổ điển mang giai điệu phương Tây thành những ca khúc cho người Việt Nam hát, khiến người nghe Việt phải bắt gặp bản thân mình trong đó. Và vì hướng đến những người trẻ nên lời ca phải tương đối giản dị và có chất văn." Mỹ Linh nhận xét: "Theo cảm quan cá nhân, tôi thấy ca từ vẫn nhẹ nhàng gần gũi đúng kiểu Dương Thụ với các chủ đề về tình yêu, về những mộng mơ của con người, về thiên nhiên và cuộc sống hằng ngày... Tôi cho rằng ca từ rất trong sáng và chân thành.".
Phần hòa âm được 2 nhạc sĩ Anh Quân và Huy Tuấn phụ trách. Album cũng mời tới sự cộng tác của các nghệ sĩ trẻ hát thính phòng hàng đầu Việt Nam như Trọng Tấn, Khánh Linh, Mạnh Dũng để hát bè cũng như cố vấn chuyên môn cho các ca khúc. Cái tên "Chat với Mozart" là do nhạc sĩ Huy Tuấn nghĩ ra, Mỹ Linh nói: "Nhắc tới Mozart thì ai cũng biết Mozart ở đây là biểu trưng của một dòng nhạc từng làm chủ cả thế giới chứ không chỉ mang ý nghĩa về tác giả - tác phẩm. [..] (Công chúng trẻ) sẽ nghe nhạc cổ điển qua những phong cách âm nhạc đương đại như R&B, jazz, funk... mà chúng tôi đã thể hiện trong loạt album Tóc ngắn, Made in Vietnam. Tên album là Chat với Mozart, nhưng tôi nghĩ chúng tôi đang chat với cả một thế hệ người nghe nhạc mới đấy."
Ảnh bìa album được chụp tại Nhà hát lớn Hà Nội bởi nhiếp ảnh gia Dương Minh Long trong một serie mà người nghe có thể thấy nó trong nội dung của album. Phần thiết kế được thực hiện bởi nghệ sĩ Xuân Đông và ILU Group. Ngoài công ty Diệu Thanh, album cũng được hỗ trợ bởi Học viện Công nghệ thông tin Hà Nội (HanoiCTT) và Hãng mỹ phẩm Olay.
Ê-kíp cũng mời rất nhiều nghệ sĩ tới cộng tác, trong đó có dàn dây Nhạc viện Hà Nội, dàn hợp xướng Nhà hát Nhạc vũ kịch Việt Nam, và các nghệ sĩ Sơn Trạch, Quyền Thiện Đắc, Quốc Hưng,....

## Các giai điệu được sử dụng
1. "Allegro", trích từ giao hưởng Eine kleine Nachtmusik (Tiểu dạ khúc), K. 525 và "Alla Turca: Allegretto" ("Hành khúc Thổ Nhĩ Kỳ"), trích từ Sonata số 11 cho dương cầm, A major, K. 331, sáng tác bởi Wolfgang Amadeus Mozart.
2. "Ave Maria", sáng tác bởi Charles Gounod và Johann Sebastian Bach.
3. "Salut d'Amour" ("Lời chào của tình yêu"), Op. 12, sáng tác bởi Edward Elgar.
4. "Thiên nga", trích từ nhạc kịch Hồ thiên nga, Op. 20, màn 1, sáng tác bởi Pyotr Ilyich Tchaikovsky.
5. "L'inverno" ("Mùa đông")/Largo, trích từ Concerto số 4, F minor, Op. 8, RV. 297, sáng tác bởi Antonio Vivaldi.
6. Kinderszenen số 7, Op. 15, "Träumerei" ("Giấc mơ"), sáng tác bởi Robert Schumann.
7. "Điệu nhảy của các thiếu nữ", màn II, F minor, trích từ nhạc kịch Hoàng thân Igor: Vũ điệu Polovtsy, sáng tác bởi Alexander Borodin.
8. Le Carnaval des Animaux số 13, "Le Cygne" ("Con thiên nga") sáng tác bởi Camille Saint-Saëns.
9. "Tháng 6: Chèo thuyền", trích từ tổ khúc Bốn mùa, Op. 37a, sáng tác bởi Pyotr Ilyich Tchaikovsky.

## Danh sách ca khúc
Tất cả lời bài hát được viết bởi Dương Thụ.
| STT | Nhan đề                                            | Sáng tác       | Thời lượng |
| --- | -------------------------------------------------- | -------------- | ---------- |
| 1.  | "Chat với Mozart (intro)" (hợp tác với Lil Knight) | Mozart         | 1:01       |
| 2.  | "Ave Maria"                                        | Bach và Gounod | 4:25       |
| 3.  | "Gió và lá cây"                                    | Elgar          | 4:08       |
| 4.  | "Ngày xa anh"                                      | Tchaikovsky    | 3:42       |
| 5.  | "Mùa đông"                                         | Vivaldi        | 4:06       |
| 6.  | "Những ngày mộng mơ"                               | Schumann       | 5:17       |
| 7.  | "Sớm nay mùa xuân"                                 | Borodin        | 4:22       |
| 8.  | "Về đây thiên nga"                                 | Saint-Saëns    | 4:33       |
| 9.  | "Tháng 6"                                          | Tchaikovsky    | 3:42       |

| Bài hát tặng kèm tại Nhật Bản | Bài hát tặng kèm tại Nhật Bản                                          | Bài hát tặng kèm tại Nhật Bản |
| STT                           | Nhan đề                                                                | Thời lượng                    |
| ----------------------------- | ---------------------------------------------------------------------- | ----------------------------- |
| 12.                           | "Color of the Moon" (cùng Yumi Matsutoya, Sandy Lam và Ayaka Hirahara) | 5:23                          |
| 13.                           | "Hương ngọc lan"                                                       | 5:59                          |

## Thành phần tham gia sản xuất
| Ban nhạc Anh Em - Anh Quân – hòa âm, phối khí, chỉnh âm. - Huy Tuấn – bass, hòa âm, phối khí. - Hồng Kiên – bộ hơi. - Văn Hà – keyboard, guitar. - Quốc Bình – trống, bộ gõ, định âm. Ê-kíp sản xuất - Sản xuất – Anh Quân, Huy Tuấn. - Chụp ảnh – Dương Minh Long. - Thiết kế – Xuân Đông và ILU Group. | Ban nhạc Phương Đông - Văn Hà – bass. - Quốc Hưng – trống. Các nghệ sĩ khác - Dương Thụ – viết lời, hòa âm. - Trọng Tấn, Khánh Linh, Mạnh Dũng – hát bè, cố vấn. - Sơn Thạch – keyboard. - Quyền Thiện Đắc – saxophone. - Dàn nhạc Nhạc viện Hà Nội, dàn hợp xướng Nhà hát Nhạc vũ kịch Việt Nam, chỉ huy bởi Anh Quân và Dương Thụ. - Lil Knight – rap trong "Chat với Mozart (intro)". |

## Vụ kiện quyền tác giả
Năm 2006, luật sư Cù Huy Hà Vũ gửi đơn kiện album Chat với Mozart tới Sở Văn hóa Thông tin Hà Nội và Cục bản quyền tác giả văn học - nghệ thuật, với đối tượng cụ thể là Mỹ Linh và nhạc sĩ Dương Thụ, vì cho rằng việc đặt lời Việt cho các tác phẩm cổ điển vi phạm Công ước Berne. Luật sư viết: "Theo Luật Sở hữu Trí tuệ, quyền nhân thân bao gồm bảo vệ sự toàn vẹn của tác phẩm, không cho người khác sửa chữa, cắt xén hoặc xuyên tạc tác phẩm dưới bất kỳ hình thức nào gây phương hại đến danh dự và uy tín của tác giả, và quyền này được bảo hộ vô thời hạn... Rõ ràng phổ lời tác phẩm âm nhạc không lời là một hành vi xâm phạm sự toàn vẹn của tác phẩm... và vì thế đã xâm phạm quyền nhân thân của tác giả... Điều 16 Công ước Berne quy định mọi tác phẩm phi pháp (xâm phạm quyền tác giả) sẽ bị tịch thu.". Ông Vũ cũng nói rằng ông kiện ca sĩ trong nước vi phạm bản quyền nhạc nước ngoài là nhằm sau này "bảo vệ các nhạc sĩ trong nước nếu họ bị vi phạm bản quyền ở nước ngoài." Sự kiện này đe dọa trực tiếp tới việc cấp giấy phép cho kế hoạch ngay sau đó của Mỹ Linh, Mỹ Linh Tour '06 – chương trình biểu diễn lớn nhất trong sự nghiệp của cô.
Tháng 4 năm 2007, Cục bản quyền tác giả văn học - nghệ thuật ký Công văn số 91/BQTG-BQ để trả lời vụ việc trên: "Các trích đoạn tác phẩm âm nhạc của tám nhạc sĩ nước ngoài được sử dụng trong đĩa nhạc "Chat với Mozart" đều thuộc loại tác phẩm đã hết thời hạn. Nhạc sĩ Dương Thụ đã sử dụng các trích đoạn từ các tác phẩm của các nhạc sĩ đó, không sửa, đổi để sáng tạo tác phẩm mới."

## Phát hành và đón nhận của công chúng
Ở miền Bắc, album được phát hành bởi LCD Music, trong khi ở miền Nam, Viết Tân Studio tiếp tục là nhà phát hành album của Mỹ Linh. Ít nhất hơn 20.000 bản đã được bán hết trong đợt phát hành đầu tiên. Chat với Mozart xuất hiện trên iTunes vào ngày 24 tháng 9 năm 2007. Tháng 9 năm 2007, Chat với Mozart cùng Made in Vietnam (2003) và Để tình yêu hát (2006) là 3 CD được Mỹ Linh phát hành tại Nhật Bản qua nhà phân phối Pony Canyon. Album được bổ sung thêm 2 ca khúc bonus là "Color of the Moon" (sáng tác của Francis Lee) và "Hương ngọc lan" (sáng tác của Anh Quân).
Khi mới phát hành, album nhận được nhiều sự e dè từ chính những người trong cuộc. Mỹ Linh từng bộc bạch: "Đúng là chúng tôi từng e ngại vì những giai điệu cổ điển rất khó tiếp cận với giới trẻ hiện nay. Nhưng với cách làm và tham vọng của mình, chúng tôi nghĩ đây sẽ là một dịp tốt để đưa những tác phẩm ấy đến với công chúng trẻ." Quả vậy, album đã nhận được rất nhiều ý kiến trái chiều từ dư luận. Nhạc trưởng Nguyễn Thiếu Hoa – Trưởng khoa Lý luận-Sáng tác-Chỉ huy của Nhạc viện Hà Nội – phê phán kịch liệt album là "một sự tùy tiện thiếu suy nghĩ" và cho rằng phần lời của nhạc sĩ Dương Thụ "đã tạo thành sản phẩm khôi hài".
Tuy nhiên, album lại nhận được những đánh giá rất tích cực từ công chúng và giới chuyên môn. Album được khen ngợi khi đã khai thác triệt để kỹ thuật và cữ giọng của Mỹ Linh và tạo điều kiện cho Anh Quân và Huy Tuấn thể hiện khả năng phối khí hiện đại. Nhạc sĩ Bảo Chấn nói: "Tôi cho rằng Chat với Mozart của Linh mới là đỉnh cao nhất của sự nghiệp ca hát, không chỉ của riêng Mỹ Linh. Album đó đưa Mỹ Linh đến một đẳng cấp khác hẳn những đồng nghiệp, nhất là thẩm mỹ âm nhạc. Có thể, sau này có đôi lúc Linh quay lại hát hàng chợ đi chăng nữa, thì cách làm của cô ấy vẫn rất đầy đặn và nồng nàn. Tôi ái mộ Mỹ Linh về hình ảnh biểu trưng ấy, nhất là cách biểu diễn."
Tháng 1 năm 2006, Chat với Mozart được chọn là Album của năm tại Giải Cống hiến 2005 với số phiếu áp đảo: 33/61.
Chat với Mozart tạo cảm hứng để nghệ sĩ Nguyễn Bách lập ra ban nhạc Credo vào năm 2009.
Chat với Mozart chính là phần mở đầu trong chương trình 'Cửa sổ âm nhạc' số 2: Tôi mơ một giấc mơ (2013), được thực hiện bởi nhạc sĩ Dương Thụ.